# Asset flip
El término asset flip (traducido como «volteo de activos») es un tipo de shovelware en el que un desarrollador de videojuegos compra activos prediseñados y los utiliza para crear numerosas permutaciones de videojuegos genéricos para venderlos a precios bajos. Los jugadores tienden a considerar que estos videojuegos no son creativos y desvían la atención de títulos de alta calidad menos populares. Se ha observado que este tipo de shovelware es un problema en muchas plataformas de distribución en línea, especialmente Steam. La eShop de Nintendo Switch también ha sido acusada de permitir la venta de assets flips.
A medida que los videojuegos móviles se hicieron populares durante la década de 2010, en las tiendas de aplicaciones como Google Play Store se han publicado numerosos videojuegos que son imitaciones de propiedades intelectuales populares en un formato similar.

## Definición
El término asset flip fue acuñado por el periodista de videojuegos James Stephanie Sterling en 2015. El término se aplica en gran medida en un sentido peyorativo, refiriéndose a videojuegos de baja calidad producidos con activos prediseñados. Vice se refirió a estos títulos como «videojuegos improvisados que apenas funcionan». El significado del término generó un considerable debate después del lanzamiento de PUBG en 2017, ya que si bien el juego utilizó activos prediseñados, tuvo éxito e influyó en el desarrollo del battle royale como género.

## Historia
Los videojuegos asset flip saltaron a la fama en la década de 2010 con la llegada de activos prediseñados libres de regalías. Un ejemplo de ello es el caso de la Unity Store, que se lanzó en 2010, donde los desarrolladores podían adquirir este tipo de activos de forma centralizada y fácil de implementar (ya sea de forma gratuita o de pago). En 2015, Unity reconoció el problema del asset flip en una publicación de blog, a la vez que la acuñación inicial del término por parte de Sterling tuvo lugar en esta época. En febrero de 2017, Sterling acusó al desarrollador de videojuegos Digital Homicide Studios de crear asset flips, mientras revisaba uno de sus videojuegos, The Slaughtering Grounds. En respuesta, Digital Homicide Studios demandó a Sterling por 10 millones de dólares, así como a usuarios anónimos de Steam por 18 millones de dólares. Estas demandas fueron desestimadas y los videojuegos del desarrollador fueron eliminados de Steam por violar sus términos de servicio.
En septiembre de 2017, Steam eliminó 173 videojuegos asset flip lanzados por el estudio Silicon Echo y sus cuentas asociadas. 86 de esos videojuegos se lanzaron en los dos meses previos a la eliminación en masa, lo que representa aproximadamente el 10% de todos los videojuegos agregados a Steam en el período. Los videojuegos fueron creados a partir de activos de Unity Store y fueron publicados en masa después de que el estudio encontró una forma de eludir la tarifa de publicación de 100 dólares utilizando una mecánica de paquetización. Valve emitió un comunicado abordando la medida, declarando que «esta persona estaba publicando masivamente productos casi idénticos en Steam que estaban impactando la funcionalidad de la tienda y dificultando a los jugadores interesados en encontrar juegos divertidos para jugar».
En 2018, Steam declaró, después de retirar el videojuego con temática de tiroteo escolar Active Shooter, que «permitiría todo» en su plataforma independientemente de la calidad. El ingeniero de Valve, Erik Johnson, aclaró más tarde que Steam sólo eliminaría los videojuegos «obviamente trolls», a pesar de la afirmación de los críticos y los jugadores de que los asset flips son perjudiciales para los jugadores, los desarrolladores y la propia Steam. La cantidad cada vez mayor de asset flips en Steam, debido a una flexibilización de los criterios de inclusión, llevó a lo que los comentaristas llamaron el «Steampocalypse» (en español, «Steampocalipsis»), en el que la capacidad de descubrimiento para la mayoría de los desarrolladores independientes cayó precipitadamente independientemente de la calidad del videojuego.
En 2018 también se lanzó Asset Flip Simulator en Steam, un videojuego diseñado para criticar la práctica.

## Crítica

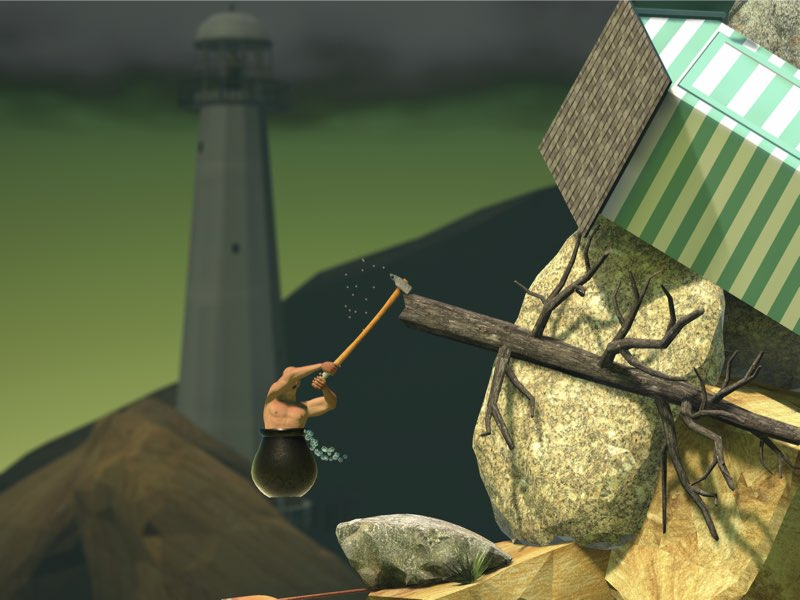
El videojuego Getting Over It de Bennett Foddy de 2017 presenta activos comprados y el protagonista del videojuego es un modelo de personaje común de Adobe Fuse.

El desarrollador Bennett Foddy ha lamentado el uso inconsistente del término «asset flip» como peyorativo, diciendo que algunos videojuegos bien aceptados presentan una gran cantidad de activos comprados, incluido su propio videojuego Getting Over It, que en su opinión podría «describirse razonablemente» como un asset flip.